# Список радіотелескопів

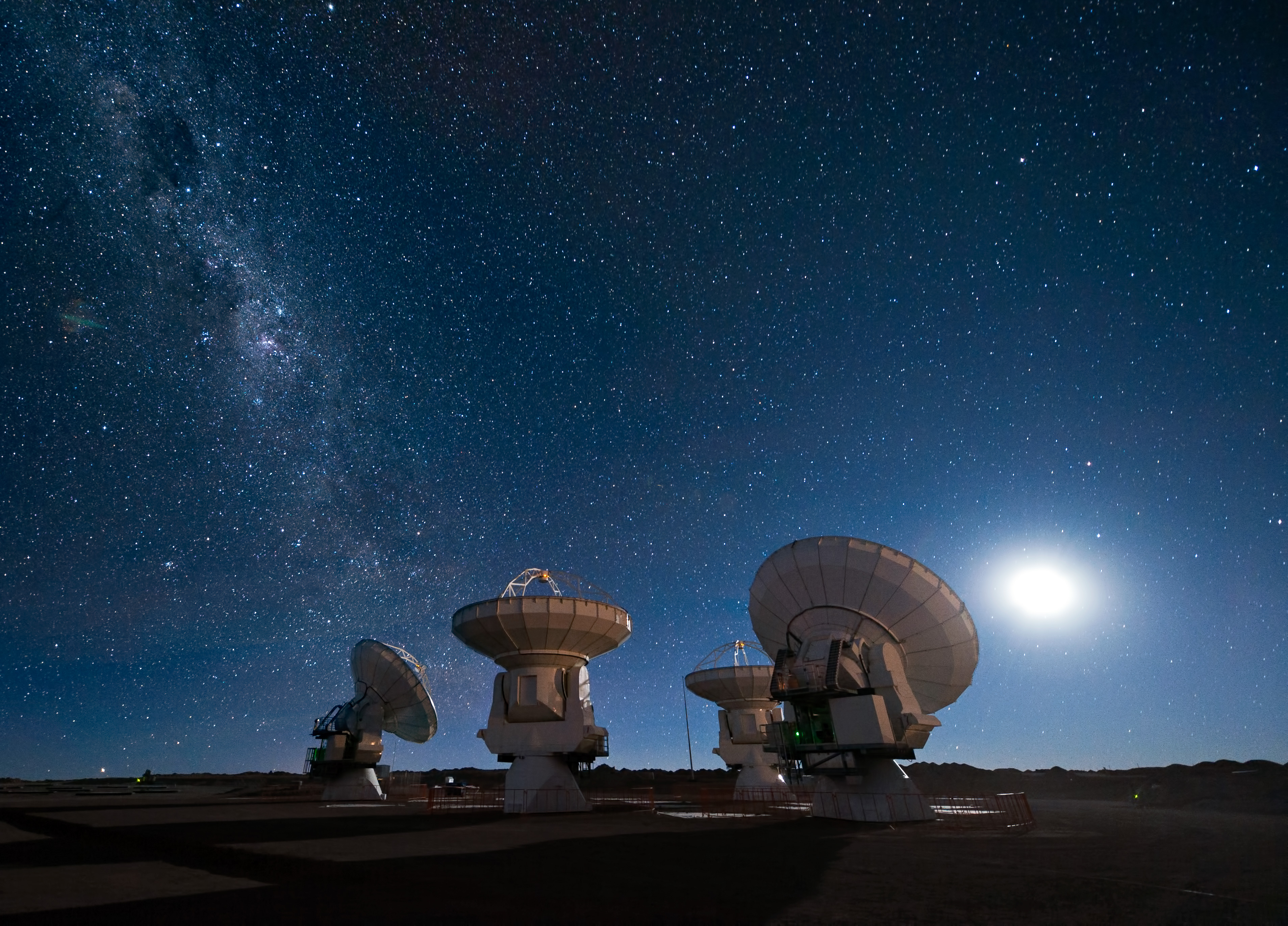
Чотири рефлекторні антени радіотелескопу ALMA в пустелі Атакама

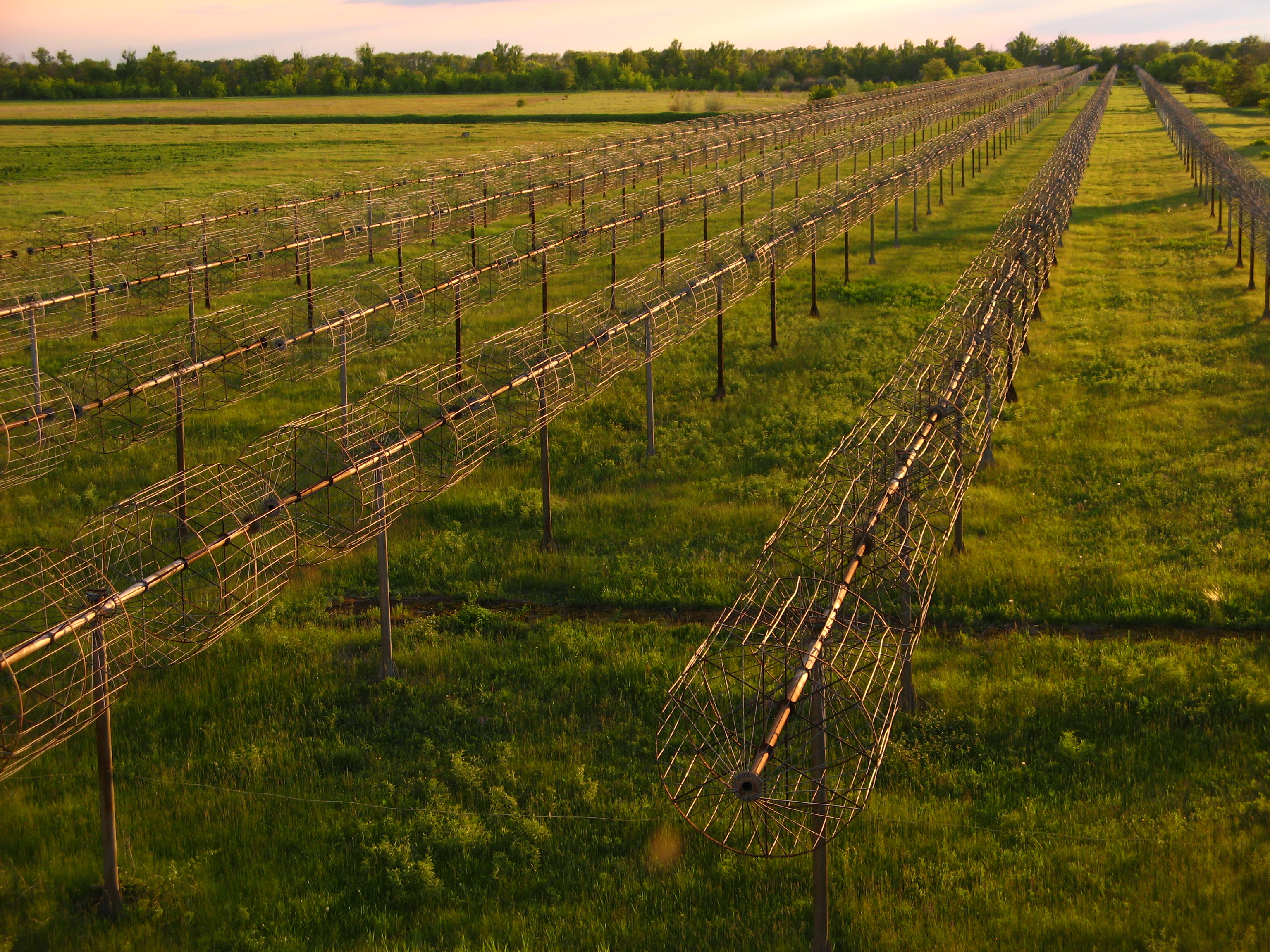
Фазована антенна решітка телескопу УТР-2 в Чугуївському районі

Список радіотелескопів охоплює як рефлекторні антени («тарілки»), так і фазовані антенні решітки («антенні поля»), які використовують або раніше використовували для радіоастрономічних спостережень. Список сортується за регіонами, потім за країнами.

## Європа
| Назва                                   | Розташування                                                                                                 | Примітки                                                                                              |
| --------------------------------------- | --- | --- |
| MERLIN                                  | Велика Британія                                                                                              | Мережа з 7 радіотелескопів, розосереджених по Англії                                                  |
| Лавелівський телескоп                   | Велика Британія, Джодрелл-Бенк                                                                               | Рефлектор діаметром 76 м                                                                              |
| Mark II                                 | Велика Британія, Джодрелл-Бенк                                                                               | Рефлектор діаметром 25 м                                                                              |
| Телескоп Райла                          | Велика Британія, Малардівська обсерваторія                                                                   | Масив з 8 рефлекторів діаметром 13 м. Зараз частина Arcminute Microkelvin Imager.                     |
| Обсерваторія Бейфордбері                | Велика Британія, Гартфордшир                                                                                 | Рефлектор діаметром 4,5 м і інтерферометр з 3 рефлекторів з базою 115 м.                              |
| Arcminute Microkelvin Imager            | Велика Британія, Малардівська обсерваторія                                                                   | Масив з 10 рефлекторів діаметром 3,7 м                                                                |
| ERAC Phased Array                       | Велика Британія, Східний Лотіан                                                                              | Фазована антенна решітка                                                                              |
| 40-метровий телескоп                    | Іспанія, Гвадалахара, Єбес                                                                                   | Рефлектор діаметром 40 м                                                                              |
| IRAM-30                                 | Іспанія, Велета                                                                                              | Рефлектор діаметром 30 м.                                                                             |
| Північний Хрест                         | Італія, Медічина                                                                                             | Фазована антенна решітка 640 м на 23,5 м                                                              |
| 32-метрова рефлекторна антена VLBI      | Італія, Медічина                                                                                             | Рефлектор діаметром 32 м.                                                                             |
| Радіотелескоп Ното                      | Італія, Ното                                                                                                 | Рефлектор діаметром 32 м.                                                                             |
| Сардинський радіотелескоп               | Італія, Сардинія, Сан-Базіліо                                                                                | Рефлектор діаметром 64 м.                                                                             |
| RT-32                                   | Латвія, Вентспілс                                                                                            | Рефлектор діаметром 32 м.                                                                             |
| RT-16                                   | Латвія, Вентспілс                                                                                            | Рефлектор діаметром 16 м.                                                                             |
| Westerbork Synthesis Radio Telescope    | Нідерланди, Вестерборк                                                                                       | Масив з 14 рефлекторів діаметром 25 м, вистроєних в лінію завдовжки 2,8 км.                           |
| Радіотелескоп Двінгело                  | Нідерланди, Двінґело                                                                                         | Рефлектор діаметром 25 м.                                                                             |
| Штокерт                                 | Німеччина, Бонн                                                                                              | Рефлектор діаметром 25 м                                                                              |
| Еффельсберг                             | Німеччина, Бад-Мюнстерайфель                                                                                 | Рефлектор діаметром 100 м                                                                             |
| ALLBIN                                  | Німеччина, Мангайм                                                                                           | Невелика мережа любительських телескопів і спектрографів                                              |
| ERAC Telescope                          | Німеччина, Мангайм                                                                                           | |
| RT4                                     | Польща, Півніцька обсерваторія                                                                               | Рефлектор діаметром 32 м                                                                              |
| RT3                                     | Польща, Півніцька обсерваторія                                                                               | Рефлектор діаметром 15 м                                                                              |
| Радіотелескоп Сан-Жиан                  | Португалія, Сан-Жиан                                                                                         | Рефлектор діаметром 9,3 м                                                                             |
| РАТАН-600                               | Росія, Зеленчуцька                                                                                           | Рефлектор діаметром 600 м. Найбільший рефлектор (з незаповненою апертурою)                            |
| РТ-64                                   | Росія, Калязін                                                                                               | Рефлектор діаметром 64 м                                                                              |
| РТ-64                                   | Росія, Медвежі озера                                                                                         | Рефлектор діаметром 64 м                                                                              |
| РТ-22                                   | Росія, Пущино                                                                                                | Масив з 4 рефлекторів діаметром 22 м                                                                  |
| ДКР-1000                                | Росія, Пущино                                                                                                | Антена розміром 1 км на 40 м. Найбільший телескоп в метровому діапазоні                               |
| БСА                                     | Росія, Пущино                                                                                                | Фазована антенна решітка площею 7,2 га                                                                |
| РТФ-32                                  | Росія, Карачаєво-Черкесія, Зеленчуцька обсерваторія                                                          | Рефлектор діаметром 32 м                                                                              |
| РТ-13                                   | Росія, Карачаєво-Черкесія, Зеленчуцька обсерваторія                                                          | Рефлектор діаметром 13 м                                                                              |
| РТФ-32                                  | Росія, Карелія, обсерваторія «Світле»                                                                        | Рефлектор діаметром 32 м                                                                              |
| РТ-7,5 (Бауманський радіотелескоп)      | Росія, Московська область                                                                                    | Два рефлектори діаметром 7,75 м (працює тільки один)                                                  |
| УТР-2                                   | Україна, Волохів Яр                                                                                          | В неробочому стані. Фазована антенна решітка площею 150 000 м². Найбільший декаметровий радіотелескоп |
| ГУРТ                                    | Україна, Волохів Яр                                                                                          | В неробочому стані. Фазована антенна решітка, складена з багатьох окремих підрешіток                  |
| П-2500 (РТ 70)                          | Україна, Євпаторія                                                                                           | Рефлектор діаметром 70 м                                                                              |
| РТ-70                                   | Україна, Євпаторія                                                                                           | Рефлектор діаметром 70 м                                                                              |
| Комплекс «Плутон»                       | Україна, Євпаторія                                                                                           | Масив з 8 рефлекторів діаметрами 16 м                                                                 |
| РТ-22                                   | Україна, Сімеїз                                                                                              | Рефлектор діаметром 22 м                                                                              |
| РТ-32                                   | Україна, Центр космічних досліджень та зв'язку                                                               | Рефлектор діаметром 32 м                                                                              |
| ТНА-400                                 | Україна, Сімферополь                                                                                         | Рефлектор діаметром 32 м                                                                              |
| KAIRA                                   | Фінляндія, Кільпіс'ярві                                                                                      | Фазована антенна решітка 30×50 м і фазована антенна решітка діаметром 34 м                            |
| Метсахові                               | Фінляндія, Кіркконуммі                                                                                       | Рефлектор діаметром 13,7 м                                                                            |
| Радіотелескоп обсерваторії Бордо        | Франція, Флуарак                                                                                             | Рефлектор діаметром 7,5 м                                                                             |
| PdBI                                    | Франція, Гренобль, Plateau de Bure                                                                           | 6 антен                                                                                               |
| Північний розширений міліметровий масив | Франція | 12 антен                                                                                              |
| Радіообсерваторія Нансе                 | Франція, Нансе                                                                                               | |
| Декаметровий масив Нансе                | Франція, Нансе                                                                                               | |
| Радіогеліограф Нансе                    | Франція, Нансе                                                                                               | |
| NenuFAR                                 | Франція, Нансе                                                                                               | Іноді працює як частина LOFAR                                                                         |
| ERAC Phased Array                       | Франція, Ельзас                                                                                              | Фазована решітка                                                                                      |
| 20-метровий телескоп                    | Швеція, Унсала                                                                                               | Рефлектор діаметром 20 м                                                                              |
| 25-метровий телескоп                    | Швеція, Унсала                                                                                               | Рефлектор діаметром 25 м                                                                              |
| LOFAR (LOw Frequency ARray)             | Нідерланди · Німеччина · Велика Британія · Франція · Швеція · Польща · Ірландія · Латвія · Італія · Болгарія | Низькочастотний масив дипольних антен                                                                 |

## Азія
| Назва                                           | Розташування                                 | Примітки |
| ----------------------------------------------- | -------------------------------------------- | --- |
| РОТ-54/2.6                                      | Вірменія, Араґац                             | В неробочому стані. Радіооптичний телескоп: радіорефлектор діаметром 54 м і оптичний телескоп діаметром 2,6 м на одній осі. |
| Гігантський радіотелескоп метрових хвиль        | Індія, Пуне                                  | 30 рефлекторів діаметром 45 м, найбільший телескоп на метрових хвилях.                                                      |
| Радіотелескоп Уті                               | Індія, Уті                                   | Антена розміром 530 на 30 м.                                                                                                |
| Радіообсерваторія Гаурібіданур                  | Індія, Гаурібіданур                          | Радіогеліограф. |
| FAST                                            | КНР, Ґуйчжоу                                 | Рефлектор діаметром 500 м, найбільший радіотелескоп із заповненою апертурою в своєму діапазоні.                             |
| Цітайський радіотелескоп                        | КНР, Цітай                                   | Будівництво розпочато 2012.                                                                                                 |
| Delingha 13,7 m                                 | КНР, Делінха                                 | Рефлектор діаметром 13,7 м під управлінням Обсерваторії Пурпурової гори.                                                    |
| Sheshan                                         | КНР, Шанхай                                  | Рефлектор діаметром 25 м під управлінням Шанхайської обсерваторії                                                           |
| Nanshan 25m                                     | КНР, Урумчі                                  | Під управлінням Сіньцзянської обсерваторії                                                                                  |
| PaST                                            | КНР, Сіньцзян                                | Масив близько 10000 антен на площі кілька км2                                                                               |
| Chinese Spectral Radio Heliograph (CSRH)        | КНР, Внутрішня Монголія                      | Масив 40 рефлекторів діаметром 4,5 м і 60 телескопів діаметром 2 м                                                          |
| Miyun Synthesis Radio telescope (MSRT)          | КНР, Міюнь                                   | Масив 28 рефлекторів діаметром 9 м                                                                                          |
| Miyun 50m Radio telescope                       | КНР, Міюнь                                   | Побудований в 2005. |
| 40-метровий телескоп                            | КНР, Куньмін                                 | Побудований в 2006. |
| Тьянма                                          | КНР, Шанхай                                  | Під управлінням Шанхайської обсерваторії                                                                                    |
| Сонячний радіотелескоп Даочень                  | КНР, Сичуань                                 | Масив 313 рефлекторів для дослідження корональних викидів                                                                   |
| Mingantu interplanetary scintillation telescope | КНР, Внутрішня Монголія                      | Масив 3 антен 140 на 40 м для пошуку міжпланетного мерехтіння                                                               |
| Taeduk Radio Astronomy Observatory (TRAO)       | Південна Корея, Теджон                       | Рефлектор діаметром 13,7 м                                                                                                  |
| Korean VLBI Network (KVN)                       | Південна Корея                               | Масив з 4 рефлекторів діаметром 21 м                                                                                        |
| Сибірський сонячний радіотелескоп               | Росія, Радіоастрофізична обсерваторія Бадари | Інтерферометр з 2 масивів, кожен з яких містить решітку 128x128 рефлекторів діаметром 2,5 м                                 |
| РТФ-32                                          | Росія, Радіоастрономічна обсерваторія Бадари | Рефлектор діаметром 32 м |
| РТ-13                                           | Росія, Радіоастрономічна обсерваторія Бадари | Рефлектор діаметром 13 м |
| РТ-70                                           | Росія, Гальонки                              | Рефлектор діаметром 70 м |
| Тайський національний радіотелескоп             | Таїланд, Чіангмай                            | Будівництво розпочате в 2017. Рефлектор діаметром 40 м під управлінням NARIT                                                |
| Радіообсерваторія Ерджиєського університету     | Туреччина, Кайсері                           | Рефлектор діаметром 12,8 м                                                                                                  |
| RT-70                                           | Узбекистан, обсерваторія Суффа               | Будівництво розпочато 1981 і не завершено                                                                                   |
| VERA                                            | Японія                                       | Масив РНДБ з 4 рефлекторів діаметром 20 м під управлінням NAOJ                                                              |
| Радіообсерваторія Нобеяма                       | Японія, Наґано                               | Рефлектор діаметром 45 м і шість рефлекторів діаметром 10 м під управлінням NAOJ                                            |

## Африка
| Назва                         | Розташування                  | Примітки                                                                                              |
| ----------------------------- | ----------------------------- | --- |
| Ghana Satellite Earth Station | Гана, Кунтунсе                | Рефлектор діаметром 32 м, перший в африканській мережі VLBI.                                          |
| Індлебе                       | ПАР, Дурбан                   | Рефлектор діаметром 5 м.                                                                              |
| C-BASS South                  | ПАР, Меркат                   | Рефлектор діаметром 7,6 м з поляриметром.                                                             |
| HERA                          | ПАР, Меркат                   | Будується. Зараз масив з 19 рефлекторів діаметром 14 м.                                               |
| HIRAX                         | ПАР, Меркат                   | Будується. Зараз масив 8 рефлекторів діаметром 6 м.                                                   |
| KAT-7                         | ПАР, Меркат                   | Масив з 7 рефлекторів діаметром 12 м.                                                                 |
| MeerKAT                       | ПАР, Меркат                   | Масив з 64 рефлекторів діаметром 13,5 м для тестування технології SKA.                                |
| PAPER                         | ПАР, Меркат                   | Розібраний. Мав 128 схрещених дипольних антен, був найбільшим інтерферометром за кількістю елементів. |
| HartRAO 26                    | ПАР, обсерваторія Хартбістхук | Рефлектор діаметром 26 м.                                                                             |
| HartRAO XDM                   | ПАР, обсерваторія Хартбістхук | 15 м, модель для демонстрації технологій для MeerKAT.                                                 |

## Північна Америка
| Назва                                                   | Розташування                        | Примітки |
| ------------------------------------------------------- | ----------------------------------- | --- |
| Алґонкін                                                | Канада, обсерваторія Алґонкін       | Рефлектор діаметром 46 м |
| CHIME                                                   | Канада, обсерваторія Домініон       | Система 4 циліндричних антен 100 × 20 м2 |
| Домініон                                                | Канада, Каліден                     | Масив з 7 рефлекторів діаметром 9 м |
| Solar monitor                                           | Канада, обсерваторія Домініон       | Два рефлектори діаметром 1,8 м |
| Синтеричний телескоп, 7-елементний інтерферометр        | Канада, обсерваторія Домініон       | |
| Великий міліметровий телескоп                           | Мексика, Сьєрра-Негра               | Рефлектор діаметром 50 м |
| Allen Telescope Array                                   | США, обсерваторія Гет-Крік          | Масив з 42 рефлекторів діаметром 6 м під управлянням SRI і SETI |
| ARO 12                                                  | США, обсерваторія Кітт-Пік          | Під управлянням обсерваторії Стюарда |
| C-BASS North                                            | США, обсерваторія Овенз-Велі        | Знятий з експруатації в 2015. Рефлектор діаметром 6,1 м з поляриметром |
| CfA 1.2                                                 | США, Гарвард-Смітсонівський центр   | Малий телескоп для картографування космічного CO |
| CARMA                                                   | США, обсерваторія Овенз-Велі        | Масив з 6 рефлекторів діаметром 10- м, 9 — діаметром 6 м, 8 — діаметром 3,5 м |
| DART                                                    | США, Embry-Riddle Radio Observatory | Фазована решітка з 16 антен |
| Обсерваторія п'яти коледжів                             | США, Емгерст                        | |
| Голдстоун                                               | США, Mojave Desert                  | Один з найчутливіших радарів |
| Грін-Банкський інтерферометр                            | США, обсерваторія Грін-Банк         | Вже непрацюючий масив 3 рефлекторів діаметром 26 м |
| Грін-Банкський телескоп                                 | США, обсерваторія Грін-Банк         | Рефлектор діаметром 100 м, найбільший повністю рухомий радіотелескоп |
| Грін-Банкський 140-футовий телескоп                     | США, обсерваторія Грін-Банк         | Рефлектор діаметром 43 м |
| Грін-Банкський 20-метровий телескоп                     | США, обсерваторія Грін-Банк         | Рефлектор діаметром 20 м |
| Обсерваторія Гейстек                                    | США, Вестфорд                       | Радар/радіотелескоп діаметром 37 м; радар для спостереження космічного сміття діаметром 9 м; радар діаметром 46 м; радар діаметром 26 м; радіотелескоп діаметром 18 м для геодезичних досліджень |
| Субміліметровий телескоп Генріха Герца                  | США, Маунт-Грем                     | Рефлектор діаметром 10 м |
| HERA                                                    | США, Радіообсерваторія Ембрі-Рідл   | Рефлектор діаметром 14 м |
| Обсерваторія Лейшнера                                   | США, Lafayette                      | Рефлектор діаметром 4,5 м |
| Довгохвильова решітка                                   | США, Сокорро                        | Дві фазовані решітки по 256 антен кожна |
| 21-метрова антена Моргедського університету             | США, Моргед                         | Рефлектор діаметром 21 м |
| Paul Plishner Radio Astronomy and Space Sciences Center | США, Haswell                        | Рефлектор діаметром 18 м |
| OVRO                                                    | США, обсерваторія Овенз-Велі        | Рефлектор діаметром 40 м |
| Піч-Маунтен                                             | США, Анн-Арбор                      | Рефлектор діаметром 26 м |
| PAPER                                                   | США, Грін-Банк                      | Фазована решітка з 32 антен |
| Антена SRI                                              | США, Пало-Альто                     | Рефлектор діаметром 45,7 м |
| Very Large Array                                        | США, Сокорро                        | Масив з 27 рефлекторів, частина NRAO |
| Very Small Array                                        | США, Лайкомінг                      | Масив з 8 невеликих рефлекторів, частина SETI |
| Very Long Baseline Array                                | США, Сокорро (центр керування)      | Масив з 10 телескопів на різних континентах. |
| Пісга                                                   | США, Росмен                         | Два рефлектори діаметром 26 м і один діаметром 12 м |

## Південна Америка
| Назва                             | Розташування                     | Примітки                                                                         |
| --------------------------------- | -------------------------------- | -------------------------------------------------------------------------------- |
| POEMAS                            | Аргентина, Комплекс Ель-Леонсіто | Сонячний патруль з вимірбвачем поляризації                                       |
| SST                               | Аргентина, Комплекс Ель-Леонсіто | Рефлектор діаметром 1,5 м                                                        |
| Станція далекого космосу          | Аргентина, Неукен                | Рефлектори діаметром 35 м і 13,5 м під управлінням CDSN                          |
| Маларгве                          | Аргентина, Станція Маларгве      | Рефлектор діаметром 35 м під управлінням ESTRACK                                 |
| BINGO                             | Бразилія, Агіар                  | Два рефлектори діаметрами 20 м і 17,8 м для дослідження БАО в лінії 21 см        |
| BDA                               | Бразилія, Кашуейра-Пауліста      | Масив з 38 рефлекторів для дослідження Сонця                                     |
| Північно-східна радіообсерваторія | Бразилія, Евсебіо                | Рефлектор діаметром 14,2 м                                                       |
| Ітапетінґа                        | Бразилія, Атібая                 | Рефлектор діаметром 13,7 м                                                       |
| Хікамарка                         | Перу, Луріганчо-Чосіка           | Фазована решітка з 18432 дипольних антен для дослідження навколоземного простору |
| SEST                              | Чилі, Обсерваторія Ла-Сілья      | Рефлектор діаметром 15 м, виведений з експлуатації в 2003                        |
| QUIET                             | Чилі, Обсерваторія Чайнантор     |                                                                                  |
| ABS                               | Чилі, Обсерваторія Чайнантор     | Рефлектор діаметром 60 см для вимірювання поляризації CMB                        |
| ACT                               | Чилі, Обсерваторія Чайнантор     | Рефлектор діаметром 6 м                                                          |
| ALMA                              | Чилі, Обсерваторія Чайнантор     | Масив 54 рефлекторів діаметром 12 м і 12 рефлекторів діаметром 7 м               |
| APEX                              | Чилі, Обсерваторія Чайнантор     | Рефлектор діаметром 12 м                                                         |
| ASTE                              | Чилі, Обсерваторія Чайнантор     | Рефлектор діаметром 10 м                                                         |
| CBI                               | Чилі, Обсерваторія Чайнантор     | Масив з 13 рефлекторів діаметром 1 м, виведений з експлуатації в 2008            |
| CLASS                             | Чилі, Обсерваторія Чайнантор     | Масив телескопів для вимірювання поляризації CMB                                 |
| NANTEN2                           | Чилі, Обсерваторія Чайнантор     | Рефлектор діаметром 4 м                                                          |

## Австралія
| Назва                                | Розташування                 | Примітки                                               |
| ------------------------------------ | ---------------------------- | ------------------------------------------------------ |
| ASKAP                                | Мерчисонська обсерваторія    | Масив з 36 рефлекторів діаметром 12 м, частина ATNF    |
| MWA                                  | Мерчисонська обсерваторія    | Фазована антенна решітка з 256 16-елементних антен     |
| ATCA                                 | Обсерваторія Вайлда          | Масив в 6 рефлекторів діаметром 22 м, частина ATNF     |
| Комплекс далекого космічного зв'язку | Тідбінбілла                  | Рефлектор діаметром 70 м і 3 рефлектори діаметром 34 м |
| Радіообсерваторія Седуна             | Сед'юна                      | Рефлектор діаметром 30 м                               |
| MOST                                 | Молонгло                     | Фазована антенна решітка завдовжки 1,6 км              |
| Радіотелескоп Мопра                  | Кунабарабран                 | Рефлектор діаметром 22 м, частина ATNF                 |
| Маунт-Плезант                        | Хобарт                       | Рефлектор діаметром 26 м                               |
| Радіотелескоп Паркса                 | Обсерваторія Паркса          | Рефлектор діаметром 64 м, частина ATNF                 |
| Радіотелескоп SKA-Low                | Обсерваторія CSIRO Murchison | Масив з 1000 металевих антен заввишки 2 м              |

## Антарктида
| Назва                             | Розташування                       | Примітки |
| --------------------------------- | ---------------------------------- | --- |
| DASI                              | Антарктида, Станція Амундсен-Скотт | 13-елементний інтерферометр для вимірювання анізотропії космічного мікрохвильового фону                           |
| Південний полярний телескоп (SPT) | Антарктида, Станція Амундсен-Скотт | Мікрохвильовий телескоп діаметром 10 м для спостереження скупчень галактик за допомогою ефекту Сюняєва-Зельдовича |
| BICEP і Масив Кека                | Антарктида, Станція Амундсен-Скотт | |

## Північний Льодовитий океан
| Назва                  | Розташування                      | Примітки                  |
| ---------------------- | --------------------------------- | ------------------------- |
| Гренландський телескоп | Гренландія, Авіабаза Туле         | Рефлектор діаметром 12 м  |
| Радіотелескоп Айскат   | Норвегія, Шпіцберген, Адвентдален | Дослідження полярних сяйв |

## Атлантичний океан
| Назва                  | Розташування                                   | Примітки                                                                              |
| ---------------------- | ---------------------------------------------- | ------------------------------------------------------------------------------------- |
| Дуже малий масив (VSA) | Іспанія, Канарські острови, Обсерваторія Тейде | Масив з 14 рефлекторів                                                                |
| Телескоп Аресібо       | Пуерто-Рико, Обсерваторія Аресібо              | Рефлектор діаметром 305 м; довгий час був найбільшим рефлектором; зруйнувалася в 2020 |

## Індійський океан
| Назва                       | Розташування | Примітки |
| --------------------------- | ------------ | -------- |
| Маврикійський радіотелескоп | Маврикій     |          |

## Тихий океан
| Назва                                  | Розташування                                  | Примітки                                                               |
| -------------------------------------- | --------------------------------------------- | ---------------------------------------------------------------------- |
| Калтекська субміліметрова обсерваторія | США, Гаваї, Обсерваторія Мауна-Кеа            | Рефлектор діаметром 10,4 м, закритий в 2015 року                       |
| Телескоп Дж. К. Максвелла              | США, Гаваї, Обсерваторія Мауна-Кеа            | 15-метровий субміліметровий телескоп Об'єднаного астрономічного центру |
| Субміліметровий масив (SMA)            | США, Гаваї, Обсерваторія Мауна-Кеа            | Керується Смітсонівською обсерваторією та ASIAA                        |
| Ворквортський радіотелескоп            | Нова Зеландія, Ворквортська радіообсерваторія | Рефлектор діаметром 12 м                                               |
| 30-метровий телескоп                   | Нова Зеландія, Ворквортська радіообсерваторія | Рефлектор діаметром 30 м                                               |
| TART                                   | Нова Зеландія, Данідін, Сігнал Гілл           | Фазована антенна решітка                                               |

## Космічні
| Назва                  | Розташування                        | Примітки                                       |
| ---------------------- | ----------------------------------- | ---------------------------------------------- |
| HALCA                  | Високоеліптична навколоземна орбіта | Працював у 1997-2005                           |
| Радіоастрон (Спектр-Р) | Високоеліптична навколоземна орбіта | Рефлектор діаметром 10 м, працював в 2011-2019 |
| Чан'е-4                | Зворотний бік Місяця                | Працює з 2018                                  |

## Будуються або запропоновані
| Назва                                                  | Розташування                         | Примітки                                                                                             |
| ------------------------------------------------------ | ------------------------------------ | --- |
| Великий латиноамериканський міліметровий масив (LLAMA) | Аргентина, Сан-Антоніо-де-лос-Кобрес | Рефлектор діаметром 12 м для РНДБ                                                                    |
| Цитайський радіотелескоп (QTT)                         | Чилі, Сіньцзян                       | Рефлектор діаметром 110 метрів, має стати найбільшим повністю рухомим радіотелескопом                |
| Радіоантена площею у Квадратний Кілометр (SKA)         | ПАР, Австралія                       | Масив рефлекторів                                                                                    |
| Lunar Crater Radio Telescope (LCRT)                    | Кратер на зворотному боці Місяця     | Наддовгохвильовий телескоп (довжини хвиль понад 10 м), пропозиція Інституту передових концепцій НАСА |